# Výběrový průměr
Výběrový průměr se používá v matematické statistice, kde hlavním úkolem je rozbor dat, která jsme získali na základě pokusů nebo nezávislými experimenty. Na těchto datech zkoumáme náhodnou veličinu X, statistický znak X.
Nechť {\displaystyle X} je náhodný výběr rozsahu n příslušný statistickému znaku X. Výběrovou funkci
{\displaystyle {\overline {X}}_{n}={\frac {1}{n}}{\displaystyle \sum _{i=1}^{n}X_{i}}} nazýváme výběrový průměr. Jedná se tedy o aritmetický průměr vzorků.